# Чибинонг
Чибинонг (сунд. ᮎᮤᮘᮤᮔᮧᮀ) — район в составе округа Богор, входящего в состав индонезийской провинции Западная Ява. Расположен непосредственно к югу от города Депок, который, в свою очередь, расположен к югу от столицы страны Джакарты. По данным переписи 2020 года, в районе Чибинонг проживало 363 424 человека, а по официальной оценке на середину 2022 года — 370 928 человек.
В районе расположен Научный центр Индонезийского института наук (Lembaga Ilmu Pengetahuan Indonesia). В Чибинонге есть болотный лес, который уже упоминался ван Стеенисом в 1933 году, под названием Рава (Болото) Сирадайя, и он сохранился до настоящего времени.
Кулинарными специалитетами Чибинонг являются лакса-чибинонг (лапша по-чибинонгски) и ми-аям (куриная лапша), в которых прослеживается влияние перанаканской кухни. Первая представляет собой густой желтоватый суп на основе кокосового молока, приготовленный из смеси некоторых специй. Подается с ростками фасоли, рисовой вермишелью (бихун), яйцами, сваренными вкрутую, приготовленной тертой курицей, жареным луком-шалотом и индонезийским лимоном. листья базилика. Иногда их также подают с рисовыми лепешками (лонтонг). Ми-аям легко найти повсюду, как дешевая еда для фабричных рабочих и школьников. По сути, существует два стиля приготовления: один более индонезийский (с индонезийскими специями, сладким соевым соусом, самбелем), а другой более китайский (с использованием, например, звездчатого аниса, кунжутного масла или соевого соуса). 
Памятником перанаканской культуры является китайский храм Хо Тек Био возле рынка Чибинонг, в котором проводятся красочные церемонии во время китайского Нового года. Рядом с рынком, напротив озера, находится китайское кладбище Сентьонг.

## Административное деление
Район Чибинонг разделен на 13 поселений (индон. kelurahan), а именно:
- Чибинонг
- Cirimekar
- Ciriung
- Harapan Jaya
- Karadenan
- Nanggewer
- Nanggewer Mekar
- Pabuaran
- Pabuaran Mekar
- Pakansari
- Pondok Rajeg
- Sukahati
- Tengah

## Климат
В Чибинонге климат тропических лесов (Af) с сильными или очень сильными осадками круглый год.
| Показатель                    | Янв. | Фев. | Март | Апр. | Май  | Июнь | Июль | Авг. | Сен. | Окт. | Нояб. | Дек. |
| ----------------------------- | ---- | ---- | ---- | ---- | ---- | ---- | ---- | ---- | ---- | ---- | ----- | ---- |
| Средний суточный максимум, °C | 29,1 | 29,4 | 30,2 | 31,0 | 31,2 | 26,2 | 31,2 | 31,8 | 32,1 | 32,0 | 31,3  | 30,5 |
| Средняя температура, °C       | 25,6 | 25,7 | 26,0 | 26,6 | 26,6 | 26,2 | 26,1 | 26,3 | 26,6 | 26,8 | 26,7  | 26,4 |
| Средний суточный минимум, °C  | 22,1 | 22,0 | 21,9 | 22,2 | 22,1 | 21,3 | 20,9 | 20,8 | 21,1 | 21,7 | 22,1  | 22,3 |
| Норма осадков, мм             | 371  | 330  | 334  | 371  | 305  | 192  | 170  | 193  | 210  | 298  | 313   | 353  |
| Источник: Climate-Data.org    |      |      |      |      |      |      |      |      |      |      |       |      |